# Piotr Śniady
Piotr Wojciech Śniady (ur. 21 lutego 1976) – polski matematyk, profesor nauk matematycznych. Specjalizuje się w nieprzemiennej probabilistyce, teorii macierzy losowych, kombinatoryce oraz asymptotycznej teorii reprezentacji. Profesor zwyczajny w Instytucie Matematycznym PAN.

## Życiorys
Absolwent XIV Liceum Ogólnokształcącego im. Polonii Belgijskiej we Wrocławiu (1994). Laureat olimpiad matematycznej, fizycznej i informatycznej. Stypendysta Krajowego Funduszu na rzecz Dzieci, w późniejszym okresie zaś tutor w ramach jego programu. 
W 1999 ukończył fizykę oraz matematykę na Uniwersytecie Wrocławskim. W 2001 obronił z wyróżnieniem doktorat tamże (tytuł pracy: Macierze losowe oraz związane z nimi zagadnienia), który został później nagradzony przez Prezesa Rady Ministrów, Fundację na rzecz Nauki Polskiej oraz Towarzystwo Popierania i Krzewienia Nauki. W 2008 uzyskał habilitację (tytuł pracy: Asymptotyka reprezentacji grup permutacji – także nagrodzona przez Prezesa Rady Ministrów). W 2013 otrzymał tytuł profesora zwyczajnego. 
Po ukończeniu studiów rozpoczął pracę naukowo-dydaktyczną na Uniwersytecie Wrocławskim. W 2009 rozpoczął równolegle pracę w Polskiej Akademii Nauk. W 2014 zakończył współpracę z UWr i na dwa lata związał się z Uniwersytetem im. Adama Mickiewicza w Poznaniu. Od 2016 związany jest jedynie z PAN. Profesor wizytujący i stypendysta na: Uniwersytecie Monachijskim, Uniwersytecie w Stuttgarcie, Institute des Hautes Etudes Scientifiques, Ecole Normale Supérieure w Paryżu, Syddansk Universitet, Uniwersytecie Warszawskim, Ecole Normale Supérieure w Lyonie, Université de Franche-Comté : Besançon, Uniwersytecie w Heidelbergu, Texas A&M University (w ramach stypendium Fulbrighta). 
W 2003 laureat Nagrody im. Kazimierza Kuratowskiego. W 2012 wygłosił zaproszony wykład na 6. Europejskim Kongresie Matematycznym. W 2015 został laureatem Nagrody Narodowego Centrum Nauki za "liczne znaczące wyniki w teorii reprezentacji i probabilistyce nieprzemiennej oraz zbadanie struktur probabilistycznych w asymptotycznej teorii reprezentacji grup permutacji i ich zastosowanie w teorii algorytmów kwantowych". Laureat Nagrody Instytutu Matematycznego PAN za wybitne osiągnięcia naukowe w zakresie matematyki z roku 2017 za dokonania w asymptotycznej teorii reprezentacji grup permutacji i teorii grafów wraz z zastosowaniami w algorytmice i teorii informacji kwantowej. Stypendysta Polityki (2008). 